# Одиннадцатая проблема Гильберта
Одиннадцатая проблема Гильберта — одна из 23 проблем Давида Гильберта, представленная на Втором международном конгрессе математиков в Париже в 1900 году. Продолжая теорию квадратичной формы, Гильберт сформулировал задачу следующим образом:

Наши знания теории квадратичных числовых полей позволяют нам успешно изучать теорию квадратичных форм с любым количеством переменных и любыми алгебраическими числовыми коэффициентами. Это приводит, в частности, к интересной задаче: решить заданное квадратичное уравнение с алгебраическими числовыми коэффициентами с любым количеством переменных интегральными или дробными числами, относящимися к алгебраическому множеству рациональных чисел, определённой коэффициентами.Оригинальный текст (англ.)Our present knowledge of the theory of quadratic number fields puts us in a position to attack successfully the theory of quadratic forms with any number of variables and with any algebraic numerical coefficients. This leads in particular to the interesting problem: to solve a given quadratic equation with algebraic numerical coefficients in any number of variables by integral or fractional numbers belonging to the algebraic realm of rationality determined by the coefficients.
Как заявил американский и канадский математик Ирвинг Капланский, «11-я задача заключается просто в следующем: классифицировать квадратичные формы по алгебраическим числовым полям». Именно это немецкий математик Герман Минковский и сделал для квадратичной формы с дробными коэффициентами. Квадратическая форма — это любой полином, в котором каждый член имеет переменные, появляющиеся ровно дважды. Общая форма такого уравнения: {\displaystyle ax^{2}+bxy+cy^{2}}(все коэффициенты должны быть целыми числами).
Считается, что данная квадратичная форма представляет собой натуральное число, если вместо переменных, подставляющих конкретные числа, даётся это число. Немецкий математик и физик Карл Гаусс и его последователи обнаружили, что если изменить переменные определённым образом, то новая квадратичная форма будет представлять собой те же натуральные числа, что и прежние, но в другой, более понятной для понимания форме. Эту теорию эквивалентных квадратичных форм он использовал для доказательства результатов теории целых чисел. Французский астроном и математик Жозеф Лагранж, например, показал, что любое натуральное число может быть выражено в виде суммы четырёх квадратов. Гаусс доказал это, используя свою теорию отношений эквивалентности, показав, что квадратическая формула {\displaystyle w^{2}+x^{2}+y^{2}+z^{2}} отображает все натуральные числа. Минковский создал и доказал аналогичную теорию для квадратичных форм, в которых в качестве коэффициентов использовались дроби. Одиннадцатая проблема Гилберта предлагает схожую теорию. Иными словами, это способ классификации, при котором мы можем определить, эквивалентна ли одна форма другой, но в случае, если коэффициентами выступают алгебраические числа. Немецкий математик Гельмут Хассе доказал это в октябре 1920 года, используя свой принцип и тот факт, что теория относительно проста для p-адических систем. Он опубликовал свою работу в 1923 и 1924 годах. Локально-глобальный принцип гласит, что общий результат относительно рационального числа или даже всех рациональных чисел часто можно получить, убедившись, что результат верен для каждой из p-адических числовых систем.